# メナヘム・ゴーラン
メナヘム・ゴーラン（Menahem Golan、ヘブライ語:  מנחם גולן、本名Menahem Globus、1929年5月31日 ティベリア - 2014年8月8日 ）は、イスラエルの映画監督、映画プロデューサーである。脚本家としてジョセフ・ゴールドマンの名義を使うこともある。

## 人物
従弟のヨーラム・グローバスと共同経営したキャノン・フィルムズ社での仕事で知られる。キャノン社は1980年代から1990年代初頭にかけて、数々の映画を製作した。
代表作は、『デルタ・フォース』、『暴走機関車』、『狼よさらば』の続編などである。約200作品の映画を製作し、44作品を監督した。第8回ヴァイオリン・デヴィット賞とイスラエル映画賞を受賞。1999年、イスラエル賞受賞。

## 経歴
ショーン・コネリー、チャールズ・ブロンソン、チャック・ノリス、ジャン＝クロード・ヴァン・ダム、シルヴェスター・スタローンといったスターを配した映画を製作し、数々のヒット作を連発、1980年代の全米ヴァラエティ・チャート（映画興行収入チャート）を賑わせた。
監督作として知られているのは、ウガンダにおけるエンテベ空港奇襲作戦を題材としたイスラエル映画 『サンダーボルト救出作戦』（1977年）である。同作は、1977年アカデミー賞の外国語映画賞にノミネートされ、本作でのアカデミー賞授賞式への参加が、以後のゴーランのハリウッド進出のきっかけとなった。
製作作品では、イスラエル時代の『グローイング・アップ』（1978年）もよく知られ、今もなおイスラエル映画史上最大の人気作品である（興行収入を逆算すれば、公開時にアメリカ国民の1/3近くが観た計算になる）。国際的にも大ヒットとなり、数多くの続編やアメリカでのリメイク作品『グローイング・アップ ラスト・バージン』（1982年）をも生み出した。
キャノン・グループは1980年代前半、『デルタ・フォース』（1985年）、『暴走機関車』（1985年）、そして『狼よさらば』シリーズ（1982年、1985年）等の作品で映画館に長蛇の列を作り出した。そして1980年代後半、ゴーランはコミック・ブック・スタイルの映画の製作をいくつか手がける。ドルフ・ラングレン主演の『マスターズ/超空の覇者』（1987年）がそれであり、ジャック・カービーのグラフィック・ノヴェルのシリーズをルーズに原作にとっている。一方でイギリスを拠点に製作した『スーパーマン4 最強の敵』（1988年）が興行的に失敗したことで、キャノン・フィルムズは悪名を得ることになる。
続けて、キャノン・フィルムズはイギリスのエルストリーとミルトンキーンズにある自社撮影所、およびイスラエルのテルアヴィヴのロケーション撮影で『スパイダーマン』の製作を計画していた。当時は、ドルフ・ラングレンがグリーンゴブリンを演じるといわれていた。ドクター・オクトパスにはボブ・ホスキンスが候補にあげられ、『スパイダーマン』の原作者スタン・リーがJ・ジョナ・ジェイムソン役でカメオ出演するようアプローチされていたともいわれた。監督には、チャック・ノリス主演作『地獄のヒーロー』（1984年）や『地獄のコマンド』（1985年）でキャノンにヒット作をもたらした、ジョセフ・ジトーにオファーが出されていた。
1986年、財務状態が悪化したキャノン・フィルムズは、パティ・コミュニケーションに引き継がれた。ゴーランは代表を辞任し、キャノン・グループは1990年代初頭に終焉を迎える。グループの崩壊に伴いゴーランは即座に「21世紀ピクチャーズ」を設立、中規模予算映画をいくつか製作した。ゴーランは『スパイダーマン』をスクリーンにかける試みの首謀者としても知られており、マーヴェル・コミックスのキャラクターをプロデュースしようと数年間格闘した。しかし、1996年の「21世紀ピクチャーズ」の破産と廃業を経て失敗に終わり、そのときゴーランを援助し映画に出資していた製作会社カロルコ・ピクチャーズも同時に破産している。ゴーランの資産はMGMに渡り、ゴーランが持っていた『スパイダーマン』映画化の権利も失効、契約期間も切れる。それを受けマーベルは新たに映画化権の買い手を求めることになり、最終的に、ソニー/コロンビア ピクチャーズが『スパイダーマン』の権利を手中に収めて、2002年に映画化された。
ゴーランが酷評を受けた作品に、ミュージカル映画 『アップル The Apple』（1980年）の製作・監督・脚本がある。同作は、ロック・ディスコサウンドによる風変わりな教訓話で、その余りの悪趣味さから現在ではキャンプ・クラシックとして一部の映画マニアから熱烈な支持を受け、カルト映画として幾つかの史上最低映画リストにランクインしている。
しかしながら、ハリウッドの風雲児として名を馳せたゴーランの名はイスラエル映画界で高名であり、母国の大学の映画学科で教鞭を執ったほか、テルアヴィヴのアズリエリ・センターにある映画館は、ゴーラン＝グローバスの名が付けられている。
キャノンで製作補を務めていたアヴィ・ラーナーが興した独立系スタジオ、ニュー・イメージ製作の80年代アクション映画へのオマージュ的作品、『エクスペンダブルズ』（2010年）『エクスペンダブルズ2』（2012年）の世界的メガヒットを受けて、かつてのキャノン作品の再評価が高まり、キャノン・フィルムズにスポットを当てるドキュメンタリー映画 “Electric Boogaloo: The Wild, Untold Story of Cannon Films”（2013年）が公開された。
2013年のアクション映画 “Allan Quatermain and the Jewel of the East”にて、スクリーン復帰が発表された。
2014年、訪問先のイスラエルのテルアビブ・ヤッファで死去、85歳。

## 主な製作作品
- 暗黒街の顔役　監督： メナハム・ゴーラン／主演： トニー・カーティス（1975年）
- 『MR.ダイヤモンド』　監督： メナハム・ゴーラン　主演： ロバート・ショウ（1975年）
- サンダーボルト救出作戦　監督： メナヘム・ゴーラン（1977年）
- グローイング・アップ　監督： ボアズ・デヴィッドソン（1978年）
- 燃えよNINJA　監督： メナヘム・ゴーラン／主演： フランコ・ネロ（1981年）
- ロサンゼルス　監督： マイケル・ウィナー／主演： チャールズ・ブロンソン（1982年）
- ラヴ・ストリームス　監督： ジョン・カサヴェテス／主演： ジーナ・ローランズ（1983年）
- 魔人館　監督： ピート・ウォーカー／主演： クリストファー・リー（1983年）
- サハラ　監督： アンドリュー・V・マクラグレン／主演： ブルック・シールズ（1983年）
- 地獄のヒーロー　監督： ジョセフ・ジトー／主演： チャック・ノリス（1984年）
- ニンジャ　監督： サム・ファーステンバーグ／主演： ショー・コスギ（1984年）
- ブレイクダンス　監督： ジョエル・シルバーグ（1984年）
- ドーバー海峡殺人事件　監督： デズモンド・デイヴィス／主演： ドナルド・サザーランド（1984年）
- マリアの恋人　監督： アンドレイ・コンチャロフスキー／主演： ナスターシャ・キンスキー（1984年）
- 暴走機関車　監督： アンドレイ・コンチャロフスキー／主演： ジョン・ヴォイト（1985年）
- スペースバンパイア　監督： トビー・フーパー／主演： マチルダ・メイ（1985年）
- 地獄のコマンド　監督： ジョセフ・ジトー／主演： チャック・ノリス（1985年）
- デルタ・フォース　監督： メナヘム・ゴーラン／主演： チャック・ノリス（1985年）
- スーパー・マグナム　監督： マイケル・ウィナー／主演： チャールズ・ブロンソン（1985年）
- 卍/ベルリン・アフェア  監督： リリアーナ・カヴァーニ／主演： グドルン・ランドグレーベ（1985年）
- スペースインベーダー　監督： トビー・フーパー／主演： カレン・ブラック（1986年）
- デス・ポイント/非情の罠　監督： ジョン・フランケンハイマー／主演： ロイ・シャイダー（1986年）
- コブラ　監督： ジョージ・P・コスマトス／主演： シルヴェスター・スタローン（1986年）
- 悪魔のいけにえ2　監督： トビー・フーパー／主演： デニス・ホッパー（1986年）
- オーバー・ザ・トップ　監督： メナヘム・ゴーラン／主演： シルヴェスター・スタローン（1987年）
- ダンサー 監督： ハーバート・ロス／主演： ミハイル・バリシニコフ（1987年）
- バーフライ　監督： バーベット・シュローダー／主演： ミッキー・ローク（1987年）
- マスターズ/超空の覇者　監督： ゲイリー・ゴダード／主演： ドルフ・ラングレン（1987年）
- ゴダールのリア王　監督： ジャン＝リュック・ゴダール（1987年）
- スーパーマン4 最強の敵　監督： シドニー・J・フューリー／主演： クリストファー・リーヴ（1987年）
- ハンナ・セネシュ　監督： メナヘム・ゴーラン／主演： マルーシュカ・デートメルス（1988年）
- マニフェスト　監督： ドゥシャン・マカヴェイエフ／主演： カミーラ・ショーベリ（1988年）
- 地底帝国の謎　監督： ラスティ・レモランデ（1988年）
- サルサ/灼熱のふたり　監督： ボアズ・デヴィッドソン／主演： ロビー・ロサ（1988年）
- 死海殺人事件　監督： マイケル・ウィナー／主演： ピーター・ユスティノフ（1988年）
- サイボーグ　監督： アルバート・ピュン／主演： ジャン・クロード・ヴァンダム（1989年）
- 三文オペラ　監督： メナヘム・ゴーラン／主演： リチャード・ハリス（1989年）
- オペラ座の怪人　監督： ドワイト・H・リトル／主演： ロバート・イングランド（1989年）
- ナイト・オブ・ザ・リビングデッド　監督： トム・サヴィーニ（1990年）
- 情熱のランバダ　監督： グレイドン・クラーク（1990年）
- シールズ/栄光の戦士たち　監督： シモン・ドータン／主演： ロブ・ロウ（1991年）
- キリングストリート　監督： スティーヴン・コーンウェル／主演： マイケル・パレ（1991年）
- 新レッドブル　監督： メナヘム・ゴーラン／主演： フランク・ザガリノ（1998年）